# Донецька сільська рада
Доне́цька сільська рада (рос. Донецкий сельский совет) — сільське поселення у складі Переволоцького району Оренбурзької області Росії.
Адміністративний центр та єдиний населений пункт — село Донецьке.

## Населення
Населення — 946 осіб (2019; 984 в 2010, 949 у 2002).